# Le Pouzin
Pour les articles homonymes, voir Pouzin.
Le Pouzin est une commune française située dans le département de l'Ardèche en région Auvergne-Rhône-Alpes.
Les habitants sont appelés les Pouzinois.

## Géographie

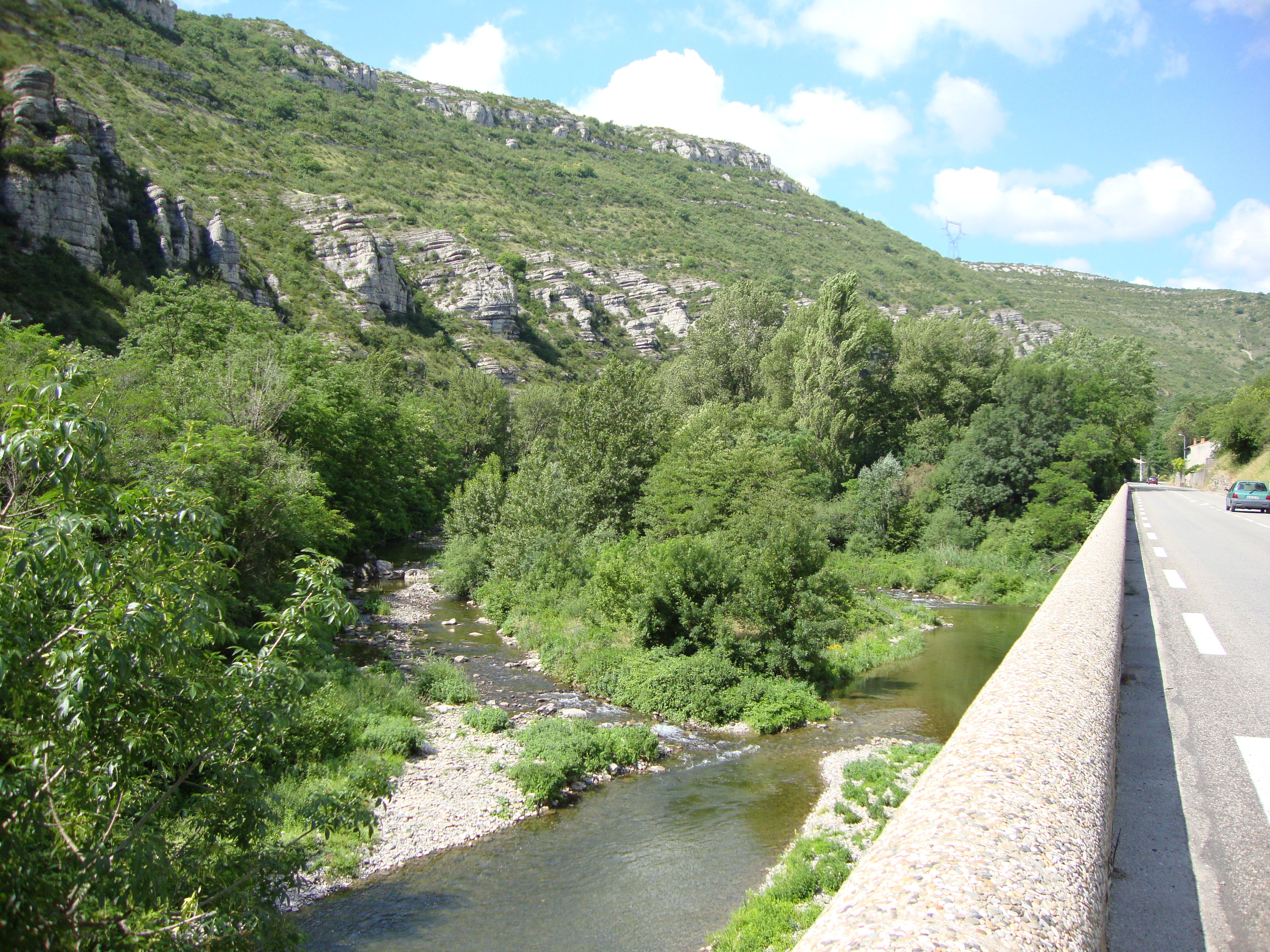
Le Pouzin, vallée de l'Ouvèze.

### Situation et description

#### Un territoire à étages
La ville dispose d'une situation privilégiée au bord du Rhône, c'est-à-dire au cœur de l'axe rhodanien. Situé à 25 kilomètres au sud de Valence et 25 kilomètres au nord de Montélimar, Le Pouzin est également à 6 kilomètres à l'ouest de Loriol-sur-Drôme, sur la rive droite du Rhône, au débouché de la vallée de l'Ouvèze et de la bifurcation entre les départementales 86 et 104. Les deux localités sont reliées par la RD 104 et un pont sur le Rhône. Plus au sud, la commune est riveraine de la Payre, une petite rivière encore sauvage qui se transforme en torrent furieux lors des grandes averses.
Battu par les vents, le plateau des Grads (ou Gras, selon les textes et les traditions) est une série de surfaces calcaires jurassiques et de collines, découpées par les canyons de l’Ouvèze, de la Payre et de nombreux ruisseaux intermittents. Surplombant de 150 à 250 m la vallée du Rhône par des pentes abruptes, sauvages et coupées de barres rocheuses, ce sont en fait les derniers causses de l’avant-pays du Massif central, vers le nord. Longtemps terres de pacage ovin et caprin, il est toujours partagé en quelques propriétaires de mas et sillonnés de chemins de chasse et de randonnée, avec des points de vue splendides sur le plateau du Coiron, le début des Boutières et, vers l’est, le Vercors.

#### Une porte de l'Ardèche
Le Pouzin est ainsi une des principales portes de l'Ardèche, puisqu'il est possible de rejoindre la préfecture de Privas en une quinzaine de minutes par la vallée de l'Ouvèze ou en une vingtaine de minutes par la vallée de la Payre. Par ces routes, la montagne ardéchoise est facilement accessible via le col de l'Escrinet. Le Pouzin est une petite ville de cette portion de l'Ardèche appelée Moyen-Vivarais. Une importante partie du Moyen-Vivarais forme aujourd'hui la communauté d'agglomération Privas Centre Ardèche. Une sorte d'agglomération privadoise est en train de se constituer, mais d'un genre particulier car intégrant de nombreux espaces périurbains, entre le col de l'Escrinet et Le Pouzin.
Alors que la partie nord du Pouzin est enserrée entre le Rhône et le plateau calcaire des Grads qui la domine, au sud de l'Ouvèze la vallée s'élargit (La Plaine). Ceci permet une extension importante et récente de l'urbanisation dans cette direction, et le maintien d'une agriculture sur des sols fertiles inondables. Au-delà du Rhône, les terrains de Chambenier aujourd'hui en cours d'industrialisation forment une sorte d'enclave ardéchoise du côté drômois ; c'est une forme de prolongement de la plaine, qui s'étend jusqu'à l'embouchure de la rivière Drôme.

### Communes limitrophes
Le Pouzin est limitrophe de quatre communes, dont deux sont situées dans le département de l'Ardèche et deux dans le département de la Drôme, les territoires de ces communes sont répartis géographiquement de la manière suivante :

### Climat
Pour des articles plus généraux, voir Climat d'Auvergne-Rhône-Alpes et Climat de l'Ardèche.
En 2010, le climat de la commune est de type climat méditerranéen franc, selon une étude du CNRS s'appuyant sur une série de données couvrant la période 1971-2000. En 2020, Météo-France publie une typologie des climats de la France métropolitaine dans laquelle la commune est exposée à un climat méditerranéen et est dans une zone de transition entre les régions climatiques « Moyenne vallée du Rhône » et « Provence, Languedoc-Roussillon ».
Pour la période 1971-2000, la température annuelle moyenne est de 13,1 °C, avec une amplitude thermique annuelle de 17,9 °C. Le cumul annuel moyen de précipitations est de 951 mm, avec 6,8 jours de précipitations en janvier et 4,6 jours en juillet. Pour la période 1991-2020, la température moyenne annuelle observée sur la station météorologique de Météo-France la plus proche, « Chomérac Sa_rce », sur la commune de Chomérac à 8 km à vol d'oiseau, est de 13,2 °C et le cumul annuel moyen de précipitations est de 1 104,9 mm,. Pour l'avenir, les paramètres climatiques de la commune estimés pour 2050 selon différents scénarios d'émission de gaz à effet de serre sont consultables sur un site dédié publié par Météo-France en novembre 2022.

### Voies de communication
Le territoire du Pouzin est traversé par l'ancienne route nationale 86, reclassée en route départementale (RD86) pour ce tronçon depuis 2005 et qui traverse l'Ardèche du nord au sud dans la vallée du Rhône.

### Lieux-dits, hameaux et écarts
Les toponymes sont les témoins du passé, soit récent, soit parfois anciens. Bien des toponymes disparaissent lorsqu'une commune s'urbanise vite et que le paysage change. La liste des lieux-dits ci-dessous s'inspire d'abord des informations de la carte IGN Crest no 1 de 1951 (majuscules). Ils sont complétés à partir des cartes IGN récentes et surtout du plan du Pouzin disponible en mairie (non gras).
Les lieux-dits à l'époque des guerres de religion sont indiqués en italique.
- Anges (Montée)
- Le Bac (Lieu-dit)
- Beaumirail (Quartier)
- Beaumirail (Rue)
- Bel-Air (Ferme de plaine)
- Belle-Vue (Hameau)
- Le Bourg (Quartier) - Le faubourg (Quartier)
- Brancassi (Ancien hameau)[8]
- Chambenier (Plateau)
- Chambenier (Île du Rhône)
- Chante-Duc (Colline) - Chantaduc (Colline)
- La Citadelle (Contrefort)
- Les Clos (Hameau)
- Couvent des Chèvres (Prieuré Saint-Pierre-de-Rompon)
- Le Crassier (Hameau)
- La Croze (Hameau)
- La Dague (Ruisseau)
- Grand Val (Ferme de plateau)
- Grange Dumas (Ferme de la plaine)
- Grange Faure (Ferme de la plaine)
- Grange Gauthier (Ferme de la plaine)
- Grange Gros (Ferme de la plaine)
- Grange Pélissier (Ferme de plaine)
- Granouly (Hameau)
- Granouly (Rue de)
- La Grillotte (Ferme de la plaine)
- Lasalle (Colline)
- Maison Brun (Ferme de la plaine)
- Maison Chautard (Ferme de contrefort)
- Maison Mourier (Ferme de plateau)
- Maison Reynaud (Ferme de plateau)
- Maison Vinson (Ferme de plateau)
- Maisons Rouges (Ancien hameau)- La Rivière (Ancien hameau)[8]
- Molinard (Quartier)
- Les Mouillas ou Le Mouilla (Hameau)
- Ouvèze (Rivière)- Rivière Douveze[8]
- Payre (Hameau)
- Payre (Rivière)
- Petit Rhône (Lône)
- Le Rafour
- Le Ramas (Zone industrielle)
- Serre du Gouvernement (Plateau)
- Serre Pettou (Colline)
- Tagenat (Fort, colline ?)
- Les Taillas (Contreforts)
- Groze (Ferme de plateau)

## Urbanisme

### Typologie
Au 1er janvier 2024, Le Pouzin est catégorisée bourg rural, selon la nouvelle grille communale de densité à 7 niveaux définie par l'Insee en 2022.
Elle appartient à l'unité urbaine du Le Pouzin, une agglomération intra-départementale dont elle est ville-centre,. Par ailleurs la commune fait partie de l'aire d'attraction du Pouzin, dont elle est la commune-centre,. Cette aire, qui regroupe 1 communes, est catégorisée dans les aires de moins de 50 000 habitants,.

### Occupation des sols
L'occupation des sols de la commune, telle qu'elle ressort de la base de données européenne d’occupation biophysique des sols Corine Land Cover (CLC), est marquée par l'importance des forêts et milieux semi-naturels (40,2 % en 2018), en diminution par rapport à 1990 (43,2 %). La répartition détaillée en 2018 est la suivante : 
milieux à végétation arbustive et/ou herbacée (32,1 %), zones agricoles hétérogènes (11,4 %), eaux continentales (11,1 %), zones industrielles ou commerciales et réseaux de communication (10,8 %), zones urbanisées (10,2 %), forêts (8,1 %), terres arables (6,6 %), cultures permanentes (6,6 %), mines, décharges et chantiers (3 %).
L'évolution de l’occupation des sols de la commune et de ses infrastructures peut être observée sur les différentes représentations cartographiques du territoire : la carte de Cassini (XVIIIe siècle), la carte d'état-major (1820-1866) et les cartes ou photos aériennes de l'IGN pour la période actuelle (1950 à aujourd'hui).

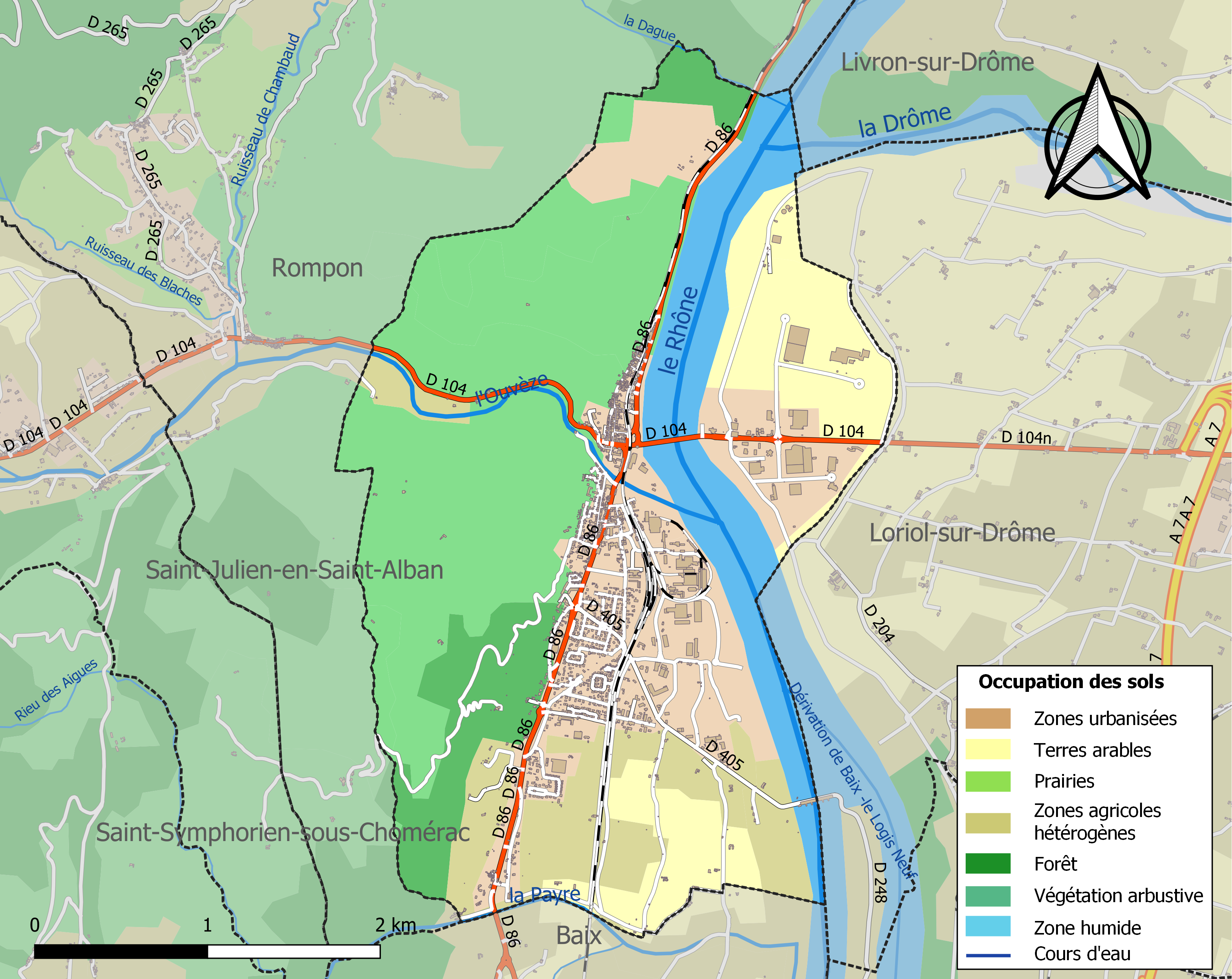
Carte des infrastructures et de l'occupation des sols de la commune en 2018 (CLC).

### Risques naturels et technologiques

#### Risques sismiques
L'ensemble du territoire de la commune du Pouzin est situé en zone de sismicité no 3, dite « modérée » (sur une échelle de 1 à 5), comme la plupart des communes situées dans la vallée du Rhône, mais non loin de la limite orientale de la zone no 2, dite « faible » qui correspond au plateau ardéchois.
| Type de zone | Niveau            | Définitions (bâtiment à risque normal) |
| ------------ | ----------------- | -------------------------------------- |
| Zone 3       | Sismicité modérée | accélération = 1,1 m/s2                |

## Toponymie
En conséquence des événements de la Seconde Guerre mondiale, la plupart des rues portent actuellement des noms de victimes, de héros de guerre ou de Résistants.

## Histoire

### Préhistoire
Les contreforts des plateaux calcaires qui surplombent le Rhône et ses affluents traversant des gorges sauvages et verdoyantes ont été fréquentés très tôt par les hommes de la préhistoire.
La grotte de Payre, située à l'entrée des gorges du même nom, est en fait localisée sur le territoire de la commune de Rompon. Elle a été fréquentée par des Néandertaliens. (M-H Moncel et M Patou-Mathis).
Le Pouzin compte d'autres sites préhistoriques importants mais hélas non fouillés scientifiquement, ou bien il y a longtemps, en particulier la grotte de Granouly et des découvertes mal identifiées et détruites dans le secteur des carrières du nord de la commune.
Beaucoup plus tardifs, deux monuments mégalithiques s'élèvent encore à proximité du sommet du serre Petou, au-dessus du hameau de Payre, l'extrémité sud-est des Grads.
Durant la protohistoire, il semble qu'un oppidum, sorte de petit village perché sur le site actuel du couvent aux chèvres, surplombait la vallée du Rhône, très large et partagé en multiples bras, lônes et marais.

### L'époque gallo-romaine

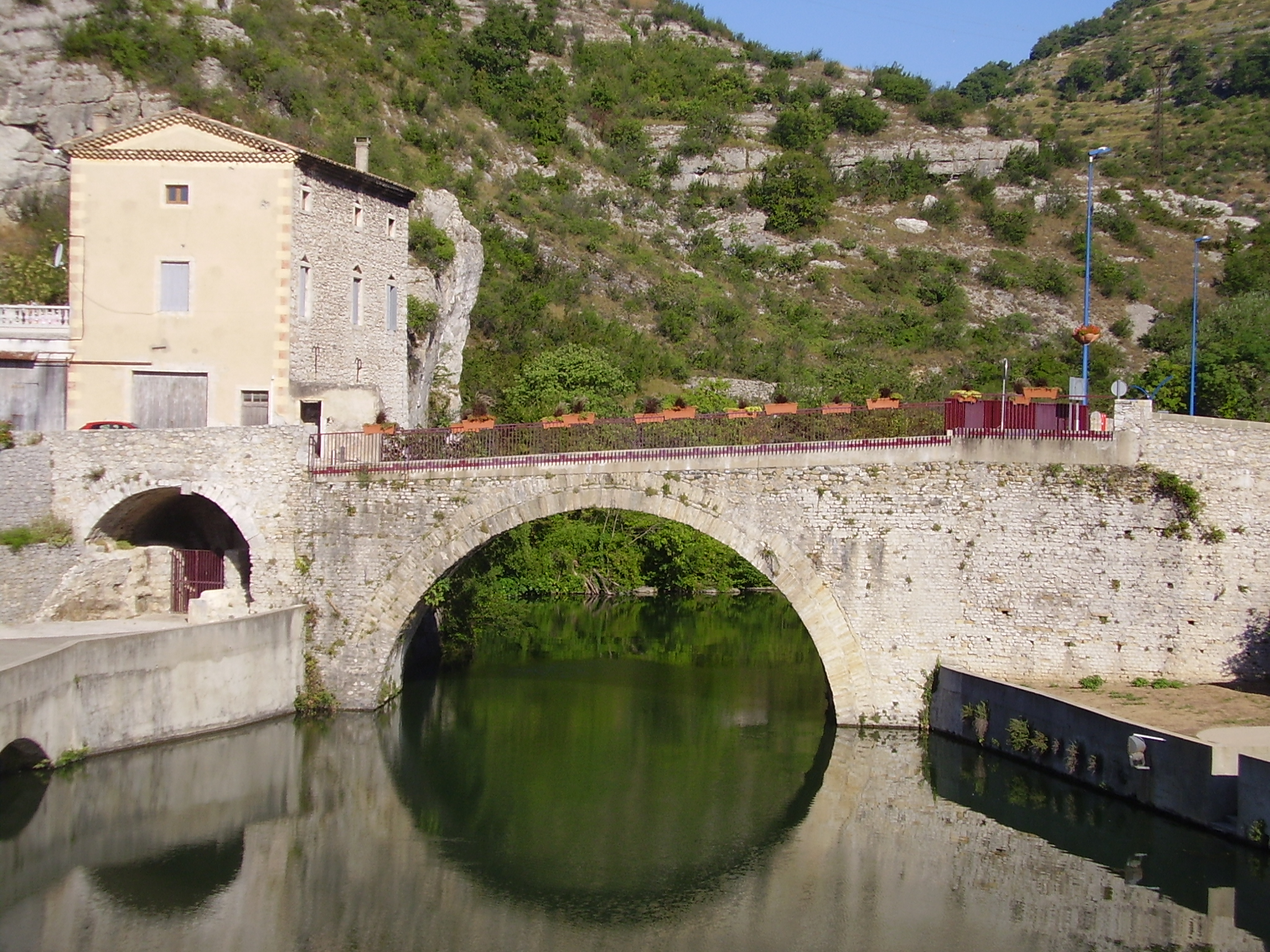
Le pont romain.

Après la romanisation des tribus gauloises, le site du Pouzin devint un bourg romain, au confluent de l'Ouvèze et du Rhône. Les vestiges ont été souvent détruits par des fouilles archéologiques anciennes ou des aménagements consécutifs aux bombardements de 1944.
Les traces du passé romain restent pourtant nombreuses et parfois difficiles à interpréter. Le pont romain permettait à la voie de traverser l'Ouvèze à cet endroit à l'époque où, sans doute, les bateliers gallo-romains remontaient et descendaient le Rhône entre la région très peuplée de Vienne et Lyon, et la Provence méditerranéenne au sud.
Les siècles difficiles de l'Empire tardif voient une réoccupation momentanée de l'ancien site de l'oppidum, signalant une époque troublée imposant des mesures de défense.

### L'époque médiévale
Au Moyen Âge, Le Pouzin, comme beaucoup d'autres communautés seigneuriales du Moyen-Vivarais, connait le phénomène de l'encastellement. Le bourg castral se blottit contre un ensemble de remparts et un donjon, qui s'élevaient à l'emplacement de la carrière faisant face au pont romain. Plus bas, le quartier du Bourg ou Vieux Bourg était un ensemble de maisons formant en fait avant-bourg (un faubourg), le long du chemin longeant le Rhône vers la seigneurie de La Voulte. L'économie se développe.
Depuis 1228, Le Pouzin faisait partie des biens dont hérite Louis II de Poitiers (Louis le Valentinois) lequel étant décédé à Baix laisse au Dauphin de France (futur Charles VII) toutes ses dépendances de la rive droite du Rhône (à l'exception de Baix).

### Les guerres de Religion
Le Pouzin, verrou sur la vallée du Rhône, eut à supporter de très nombreuses destructions au cours des guerres de Religion :
- 17 mars 1622 : prise du Pouzin, tenue par le capitaine-châtelain Mathieu de Chambaud par l'armée royale commandée par Lesdiguières ;
- 1er janvier 1626 : Brison, gouverneur protestant du Pouzin, livre la place à l'armée royale contre 40 000 écus ; les murailles sont rasées ;
- 1626 : les protestants du duc de Rohan reprennent Le Pouzin.

#### La place du Pouzin
Les Commentaires du soldat du Vivarais nous présentent une description très précise du Pouzin, place fort protestante, vers 1628 :

« Cette place était en fort bon état, bastionné du côté de la rivière d'Ouvèze et le long du Rhône jusqu'au fort de Tagenat, et le faubourg entouré de fossés et demi-lunes jusqu'à la montagne de Chantaduc, au bout de laquelle on avait fait un fort élevé sur un rocher, qui mettait à couvert tout le faubourg ; au-dessus de la ville, on avait fortifié la montagne appelée Lasalle, d'une tour et d'une bonne muraille, et au-dessus, à la même place, où avait été le château, on avait fait une très bon fort à quatre pointes avec le gazon, la fascine et la terre ; au-dehors, du côté de la montagne, on avait creusé le fossé […] ils avaient mis six cent hommes sous quatre capitaines, munitionnés de toutes choses nécessaires et de deux petites pièces de campagne. »

Le duc de Montmorency assiège la place qui est entièrement détruite par le feu. Alex Mezenc, capitaine du Roi, obtient cependant l'autorisation de reconstruire le bourg.

### La Seconde Guerre mondiale
À cause de sa position stratégique au bord du Rhône, de nombreux quartiers centraux et industriels furent détruits en 1944, par les bombardements américains (44 victimes civiles) puis les représailles allemandes. La ville fut reconstruite par la suite, donnant parfois l'impression aux hôtes de passage de n'offrir aucun patrimoine architectural, ce qui n'est pas toujours exact.

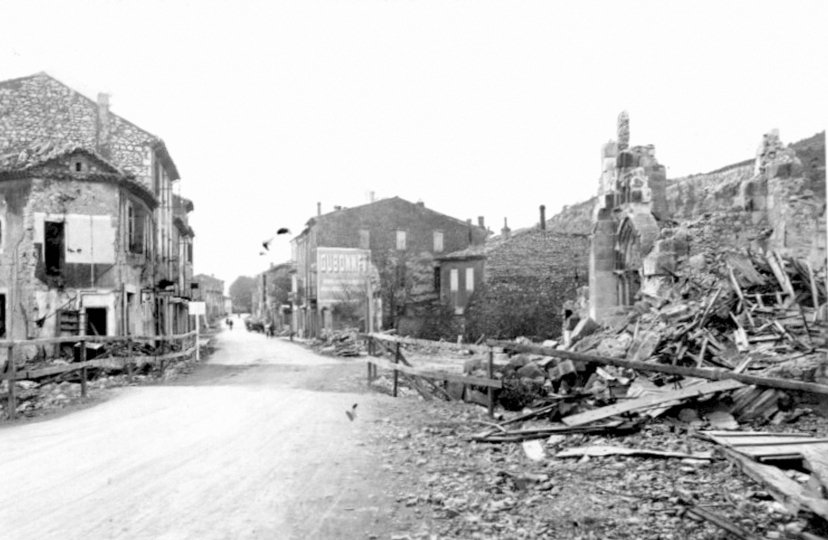
RN86 après le bombardement
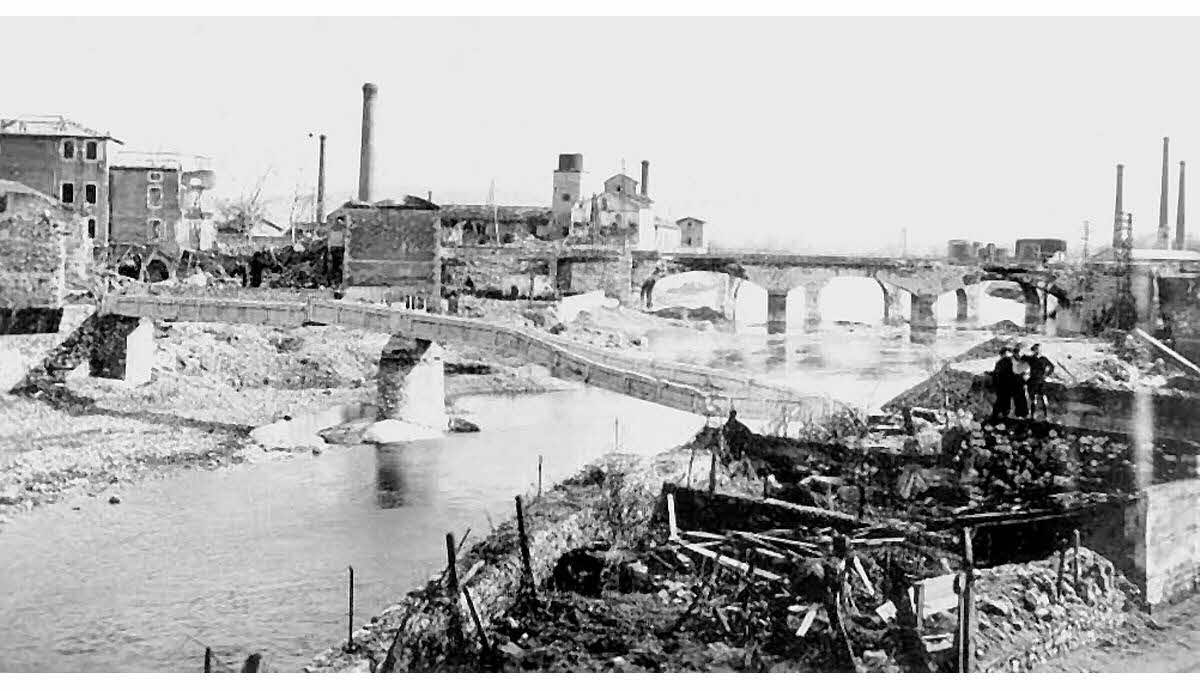
Dégâts aux abords de l'Ouvèze après le bombardement alliés

## Politique et administration

### Tendances politiques et résultats

#### Récapitulatif de résultats électoraux récents
| Municipales 2014    |  | DVD | 100   | Pas de 2e | Pas de 2e | Pas de 2e | Pas de 3e | Pas de 3e | Pas de 3e | Pas de 4e | Pas de 4e | Pas de 4e | Pas de 2e tour | Pas de 2e tour | Pas de 2e tour | Pas de 2e tour | Pas de 2e tour | Pas de 2e tour | Pas de 2e tour | Pas de 2e tour | Pas de 2e tour |
| Européennes 2014    |  | FN  | 37,80 |           | UMP       | 16,35     |           | UG        | 12,60     |           | MODEM     | 8,71      | Tour unique    | Tour unique    | Tour unique    | Tour unique    | Tour unique    | Tour unique    | Tour unique    | Tour unique    | Tour unique    |
| Régionales 2015     |  | FN  | 35,09 |           | UG        | 28,51     |           | UD        | 21,93     |           | COM       | 5,59      |                | UG             | 39,20          |                | FN             | 33,78          |                | UD             | 27,02          |
| Présidentielle 2017 |  | FN  | 33,31 |           | LFI       | 20,44     |           | EM        | 19,48     |           | LR        | 11,77     |                | EM             | 53,96          |                | FN             | 46,04          | Pas de 3e      | Pas de 3e      | Pas de 3e      |
| Législatives 2017   |  | EM  | 23,92 |           | SOC       | 19,14     |           | FN        | 17,58     |           | UDI       | 15,55     |                | SOC            | 59,63          |                | EM             | 40,37          | Pas de 3e      | Pas de 3e      | Pas de 3e      |
| Européennes 2019    |  | RN  | 23,49 |           | LREM      | 19,01     |           | EELV      | 13,87     |           | UDI       | 10,35     | Tour unique    | Tour unique    | Tour unique    | Tour unique    | Tour unique    | Tour unique    | Tour unique    | Tour unique    | Tour unique    |
| Municipales 2020    |  | SE  | 100   | Pas de 2e | Pas de 2e | Pas de 2e | Pas de 3e | Pas de 3e | Pas de 3e | Pas de 4e | Pas de 4e | Pas de 4e | Pas de 2e tour | Pas de 2e tour | Pas de 2e tour | Pas de 2e tour | Pas de 2e tour | Pas de 2e tour | Pas de 2e tour | Pas de 2e tour | Pas de 2e tour |
| Présidentielle 2022 |  | RN  | 33,43 |           | LFI       | 21,02     |           | LREM      | 19,85     |           | RES       | 6,50      |                | RN             | 56,44          |                | LREM           | 43,56          | Pas de 3e      | Pas de 3e      | Pas de 3e      |
| Législatives 2022   |  | NUP | 32,66 |           | RN        | 27,99     |           | ENS       | 16,75     |           | DVD       | 10,17     |                | NUP            | 55,63          |                | RN             | 44,37          | Pas de 3e      | Pas de 3e      | Pas de 3e      |

### Liste des maires
| Période                                  | Période      | Identité          | Étiquette | Qualité                                                              |
| ---------------------------------------- | ------------ | ----------------- | --------- | -------------------------------------------------------------------- |
| Les données manquantes sont à compléter. |              |                   |           |                                                                      |
|                                          | mars 1977    | Georges Leclerc   | PCF       |                                                                      |
| mars 1977                                | 24 mars 1989 | Marcellin Dumas   | PCF       | Agriculteur Conseiller général Elu en 1990 maire de Marcols-les-Eaux |
| 24 mars 1989                             | 2020         | Alain Martin      | DVD       | Chef d'entreprise Conseiller général                                 |
| 2020                                     | En cours     | Christophe Vignal |           |                                                                      |

## Population et société

### Démographie
L'évolution du nombre d'habitants est connue à travers les recensements de la population effectués dans la commune depuis 1793. Pour les communes de moins de 10 000 habitants, une enquête de recensement portant sur toute la population est réalisée tous les cinq ans, les populations de référence des années intermédiaires étant quant à elles estimées par interpolation ou extrapolation. Pour la commune, le premier recensement exhaustif entrant dans le cadre du nouveau dispositif a été réalisé en 2006.

En 2022, la commune comptait 2 893 habitants, en évolution de +1,12 % par rapport à 2016 (Ardèche : +2,48 %, France hors Mayotte : +2,11 %).
| 1793  | 1800  | 1806  | 1821  | 1831  | 1836  | 1841  | 1846  | 1851  |
| ----- | ----- | ----- | ----- | ----- | ----- | ----- | ----- | ----- |
| 1 026 | 1 143 | 1 199 | 1 349 | 1 627 | 1 604 | 1 543 | 1 920 | 2 062 |

| 1856  | 1861  | 1866  | 1872  | 1876  | 1881  | 1886  | 1891  | 1896  |
| ----- | ----- | ----- | ----- | ----- | ----- | ----- | ----- | ----- |
| 2 866 | 3 060 | 2 796 | 2 758 | 2 905 | 2 635 | 2 527 | 2 658 | 2 168 |

| 1901  | 1906  | 1911  | 1921  | 1926  | 1931  | 1936  | 1946  | 1954  |
| ----- | ----- | ----- | ----- | ----- | ----- | ----- | ----- | ----- |
| 2 332 | 1 992 | 1 991 | 2 597 | 2 745 | 1 946 | 1 782 | 1 485 | 1 805 |

| 1962  | 1968  | 1975  | 1982  | 1990  | 1999  | 2006  | 2011  | 2016  |
| ----- | ----- | ----- | ----- | ----- | ----- | ----- | ----- | ----- |
| 2 633 | 2 555 | 2 628 | 2 720 | 2 693 | 2 704 | 2 668 | 2 804 | 2 861 |

| 2021  | 2022  | - | - | - | - | - | - | - |
| ----- | ----- | - | - | - | - | - | - | - |
| 2 888 | 2 893 | - | - | - | - | - | - | - |

### Enseignement
La commune est rattachée à l'académie de Grenoble.

### Médias
La commune est située dans la zone de distribution de deux organes de la presse écrite :
- L'Hebdo de l'Ardèche

Il s'agit d'un journal hebdomadaire français basé à Valence et couvrant l'actualité de tout le département de l'Ardèche.
- Le Dauphiné libéré

Il s'agit d'un journal quotidien de la presse écrite française régionale distribué dans la plupart des départements de l'ancienne région Rhône-Alpes, notamment l'Ardèche. La commune est située dans la zone d'édition de Privas.

## Économie

### Structure
Le Pouzin est une des portes de l'Ardèche. C'est un site industriel, une ville ouvrière dont les bases sont anciennes. À l'époque de la révolution industrielle, une fonderie traitait le minerai de fer des mines du bassin de Privas, convoyé par un chemin de fer aujourd'hui démantelé. Comme partout en Ardèche, la ville comptait plusieurs filatures, des magnaneries.
Malgré les destructions de la guerre, les zones industrielles et de services s'étendent toujours le long du Rhône. Depuis peu, diverses entreprises s'installent sur le site du parc industriel départemental de l'île Chambenier, poursuivant une vieille tradition ouvrière qui fait la fierté de la ville.
Au sud du Pouzin, la Plaine est encore très cultivée : fruits et légumes de la vallée du Rhône, maïs, tournesol, blé ; par contre, la viticulture a disparu depuis longtemps. Une exploitation moderne produit des tomates sous serre.

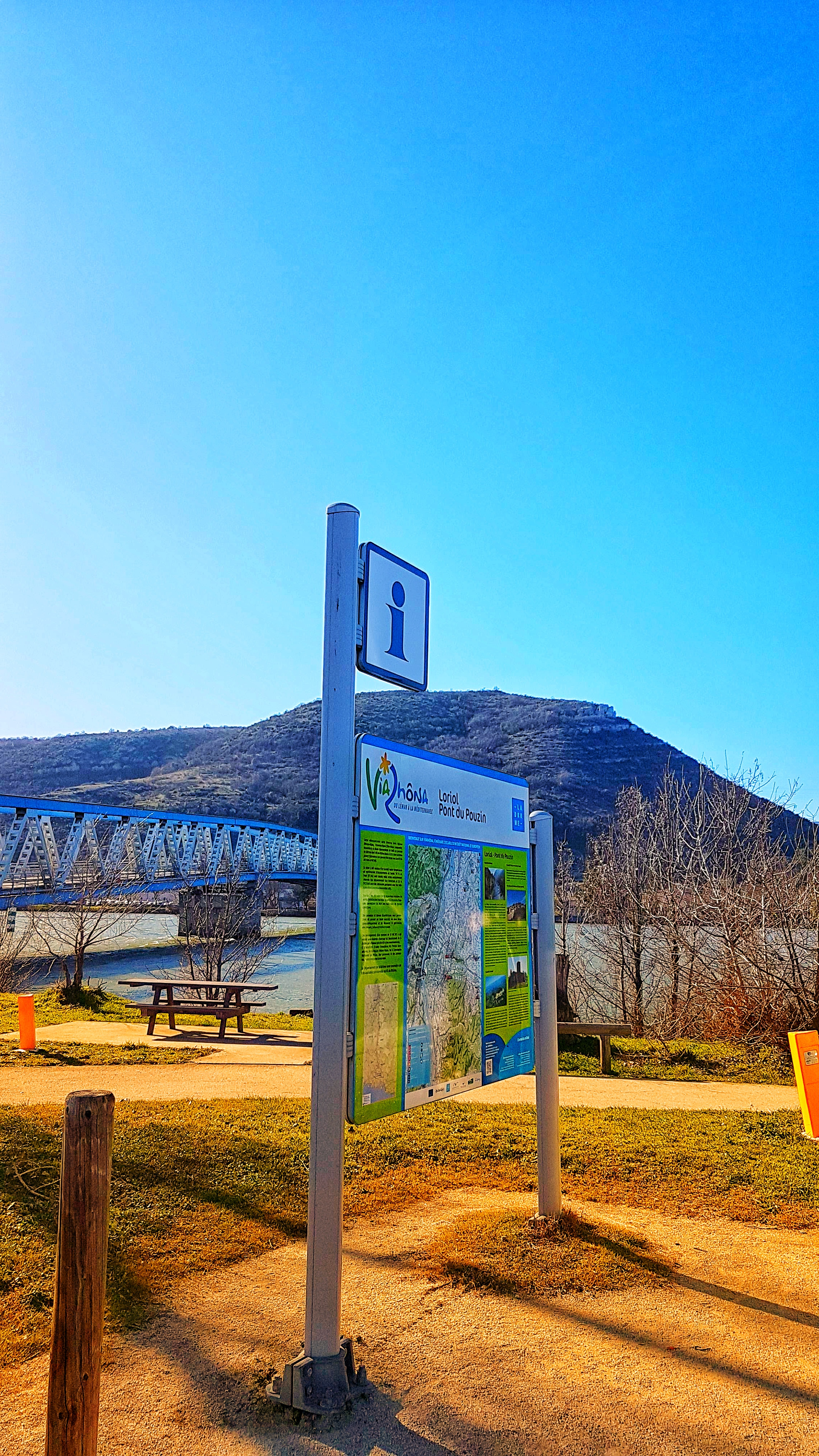
Point étape Via Rhôna

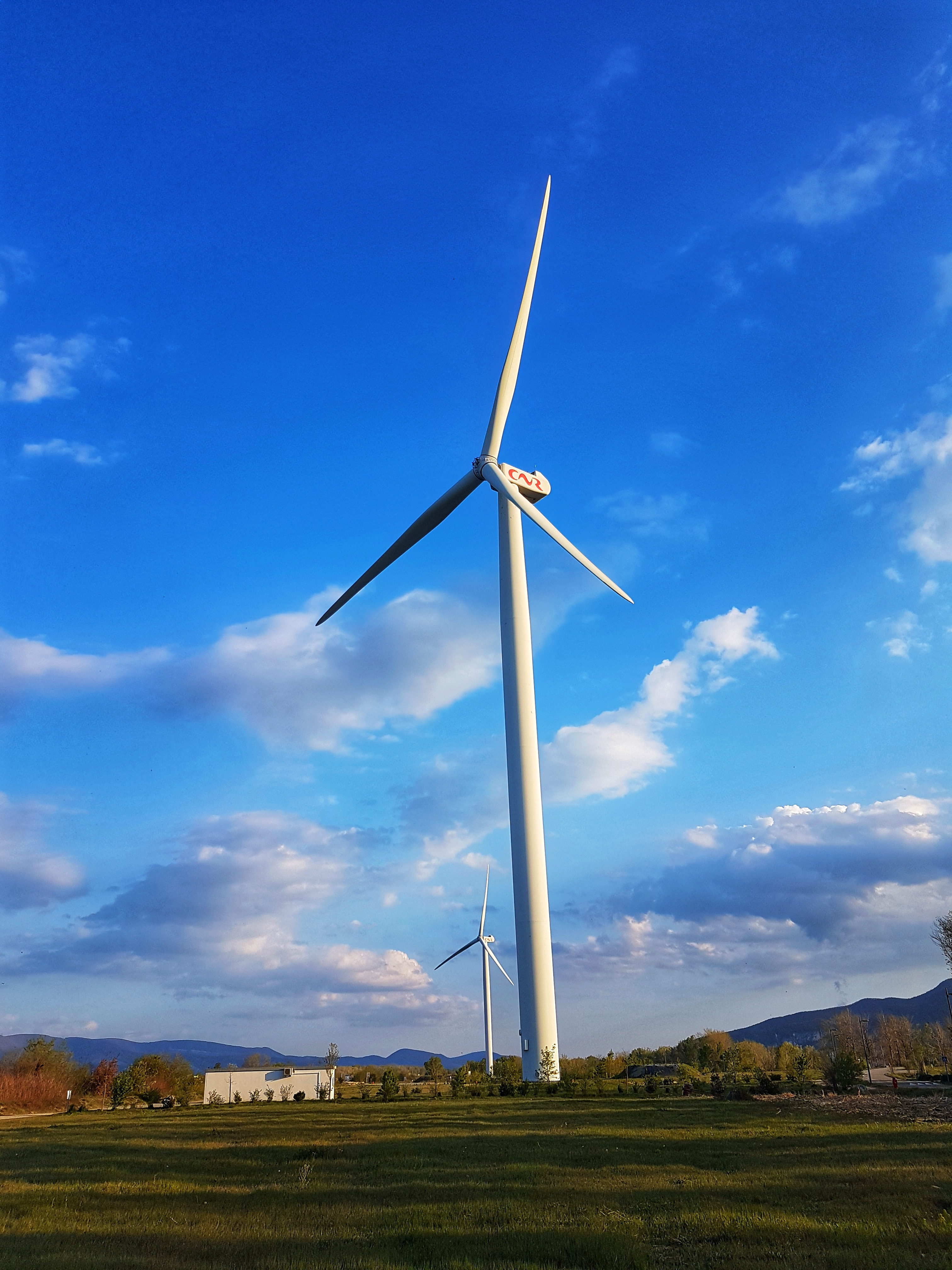
Eoliennes CNR Le Pouzin

### Projets de développement
- Sur un site de la Compagnie nationale du Rhône, s'élèvent deux grandes éoliennes[31] et un parc de panneaux solaires. Le Rhône n'est pas en retard sur ces aménagements en matière d'énergie renouvelable puisqu'il accueille depuis 2009 un parc éolien, et un parc photovoltaïque depuis 2013 sur la commune.
- Le port fluvial de la communauté d'agglomération Privas Centre Ardèche a été inauguré en juin 2019. Il s'agit du premier port industriel public en Ardèche et doit permettre d'attirer de nouvelles entreprises sur le territoire. Il dispose d'un quai de 40 m de longueur et de 3 000 m2 réservés au stockage, le tout pour un budget de 3,6 millions d'euros.
- La Viarhôna, piste cyclable appréciée des touristes mais aussi des locaux, passe au Pouzin en provenance de Valence (étape n°15 : 33 km) et permet de se rendre à Viviers via Chateauneuf-du-Rhône (étape n°16 : 40 km).

## Culture locale et patrimoine

### Lieux et monuments

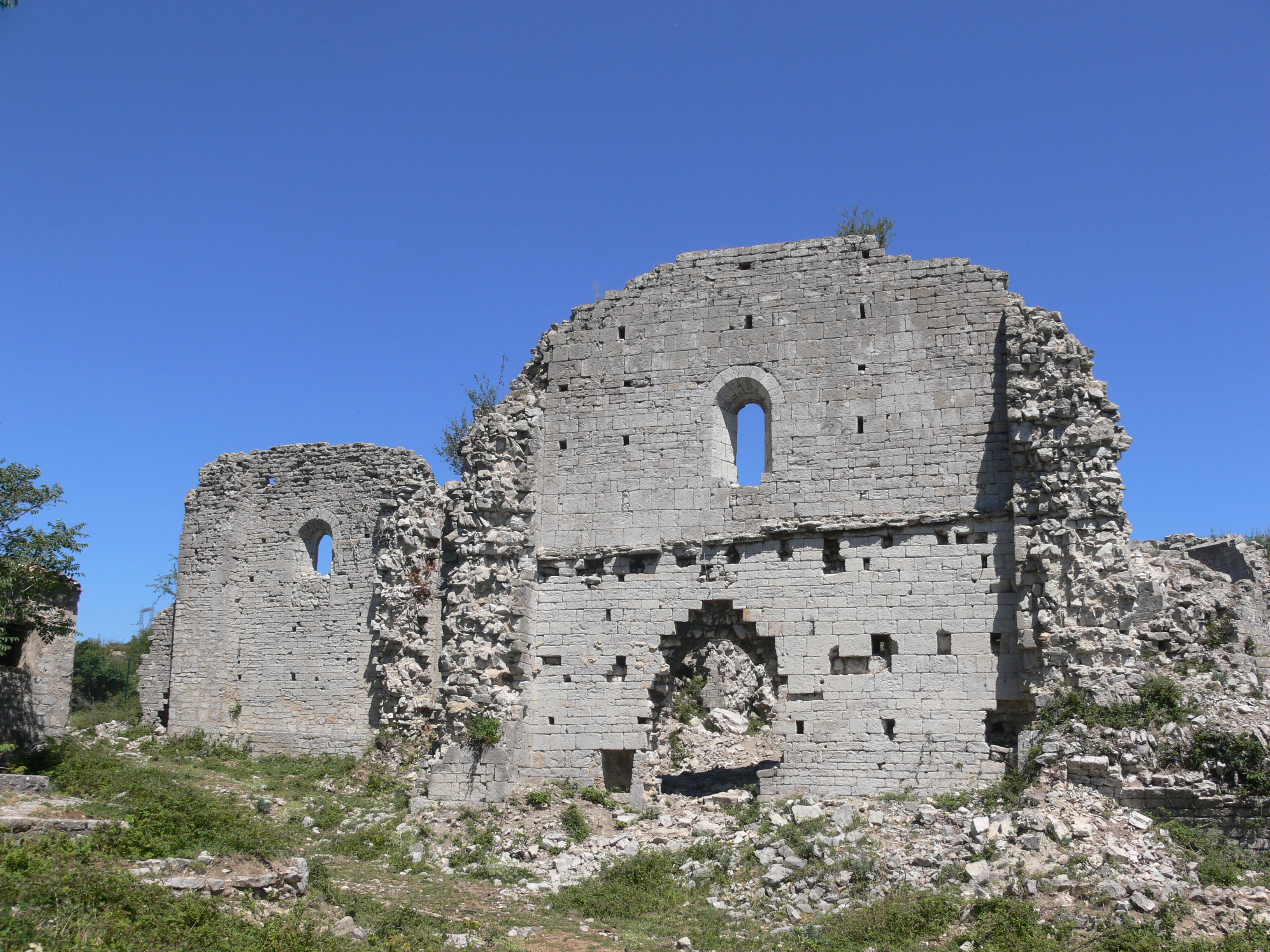
L'abbaye Saint-Pierre de Rompon, dite « couvent des chèvres ».

Le Pouzin possède sur son sol deux monuments historiques :
- le pont romain sur l'Ouvèze remonterait au IIe siècle et correspondait au passage de la voie d'Antonin, et peut-être d'une voie de pénétration vers le col de l'Escrinet ;
- les ruines de l'abbaye Saint-Pierre de Rompon, dite « couvent des chèvres ».

On peut aussi voir sur la commune :
- l'ancien mur de propriété qui entoure la maison médicale proche de la vieille gare montre des réemplois de tegulae romaines ;
- le site du Bourg et ses boutiques, granges et maisons qui s'alignaient le long de l'ancienne route royale, avant la Révolution ;
- la cheminée en briques de l'ancienne fonderie, vestige de la Première révolution industrielle ;
- le temple protestant (1956) et l'église Sainte-Madeleine (1958), patrimoine architectural des reconstructions de l'après-guerre ;
- le pont sur le Rhône est long de 292 m et pèse 2 000 t.

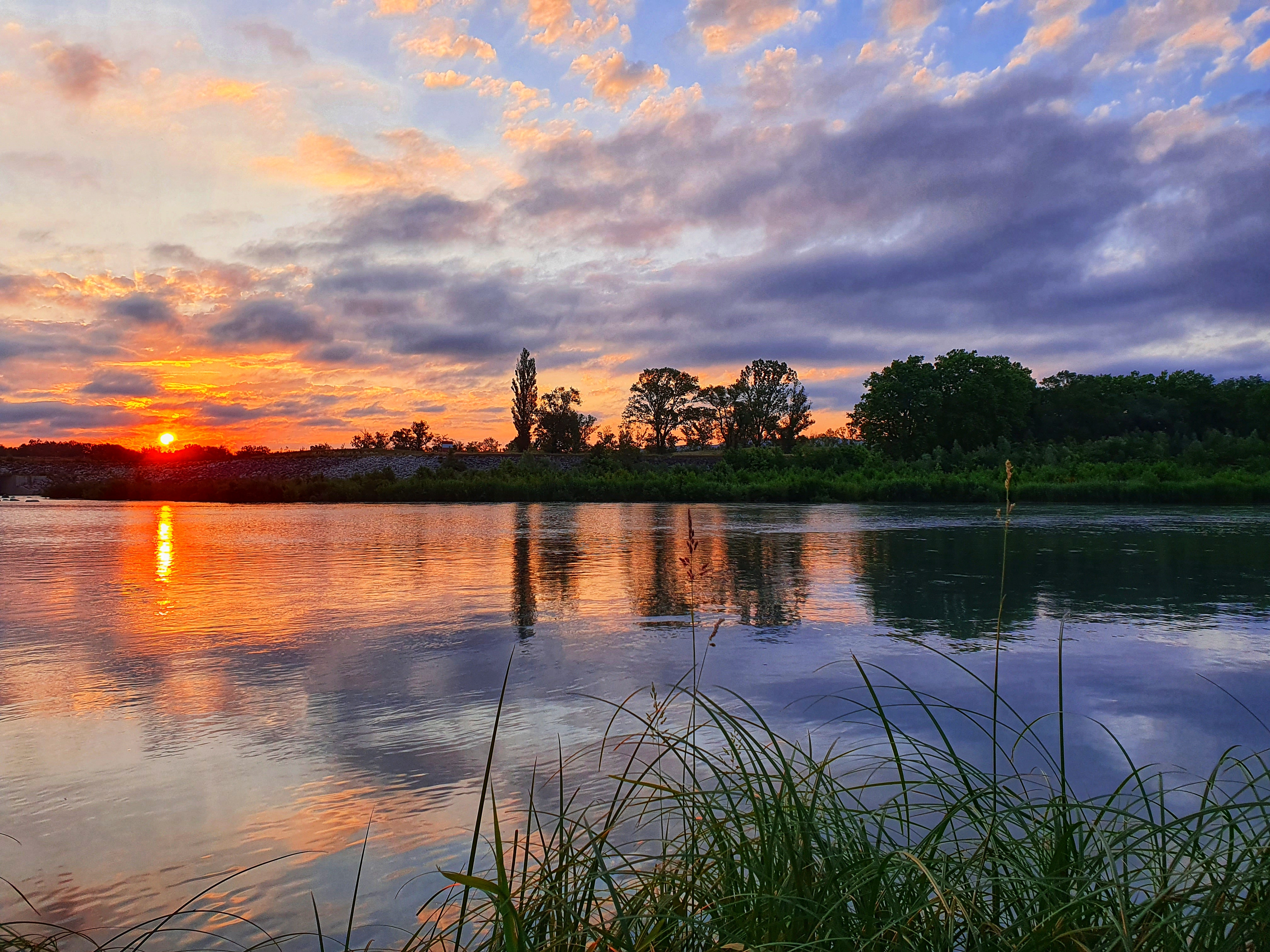
Abords du barrage.
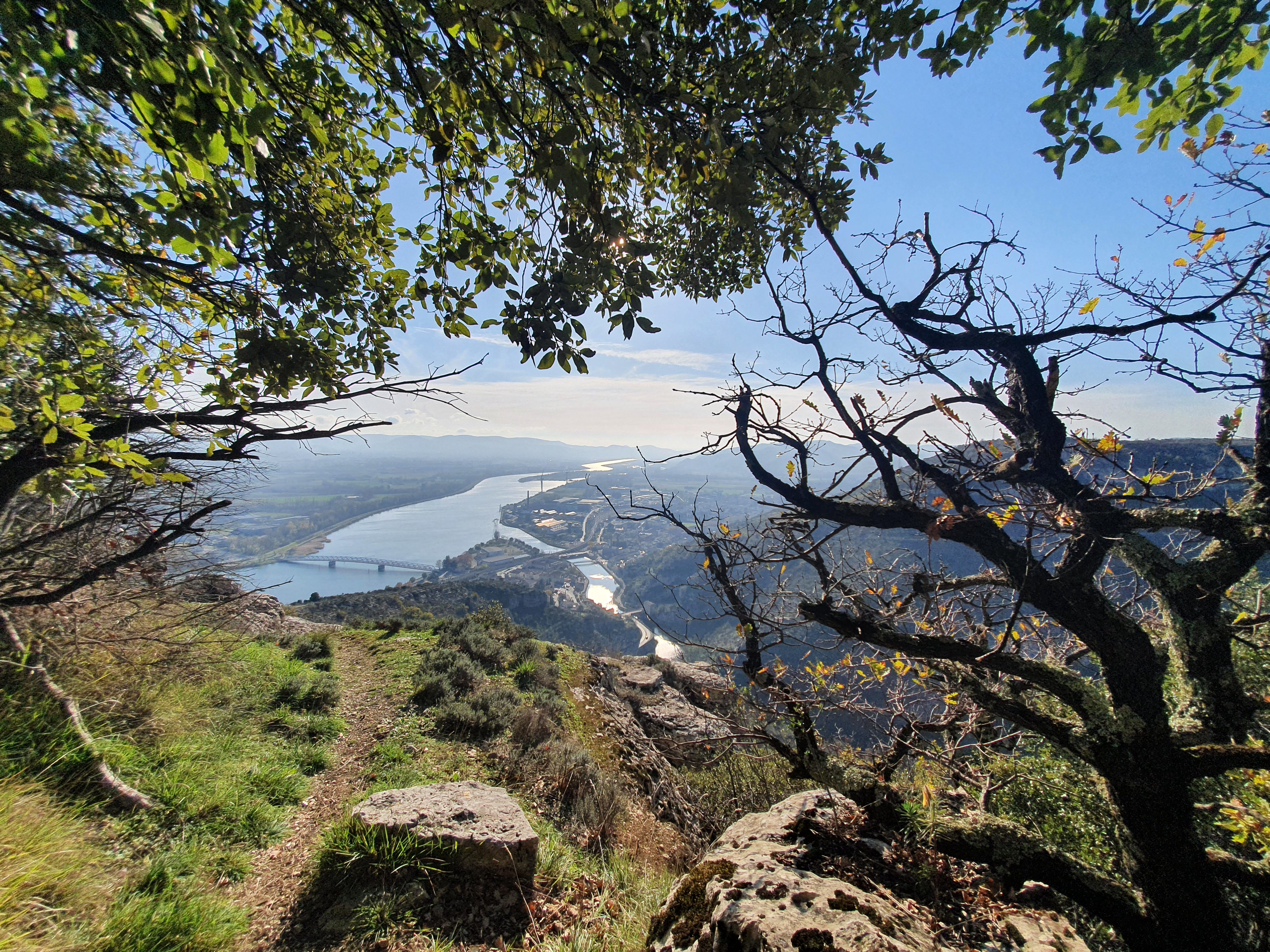
Le Pouzin depuis la vallée de l'Ouvèze rive nord.
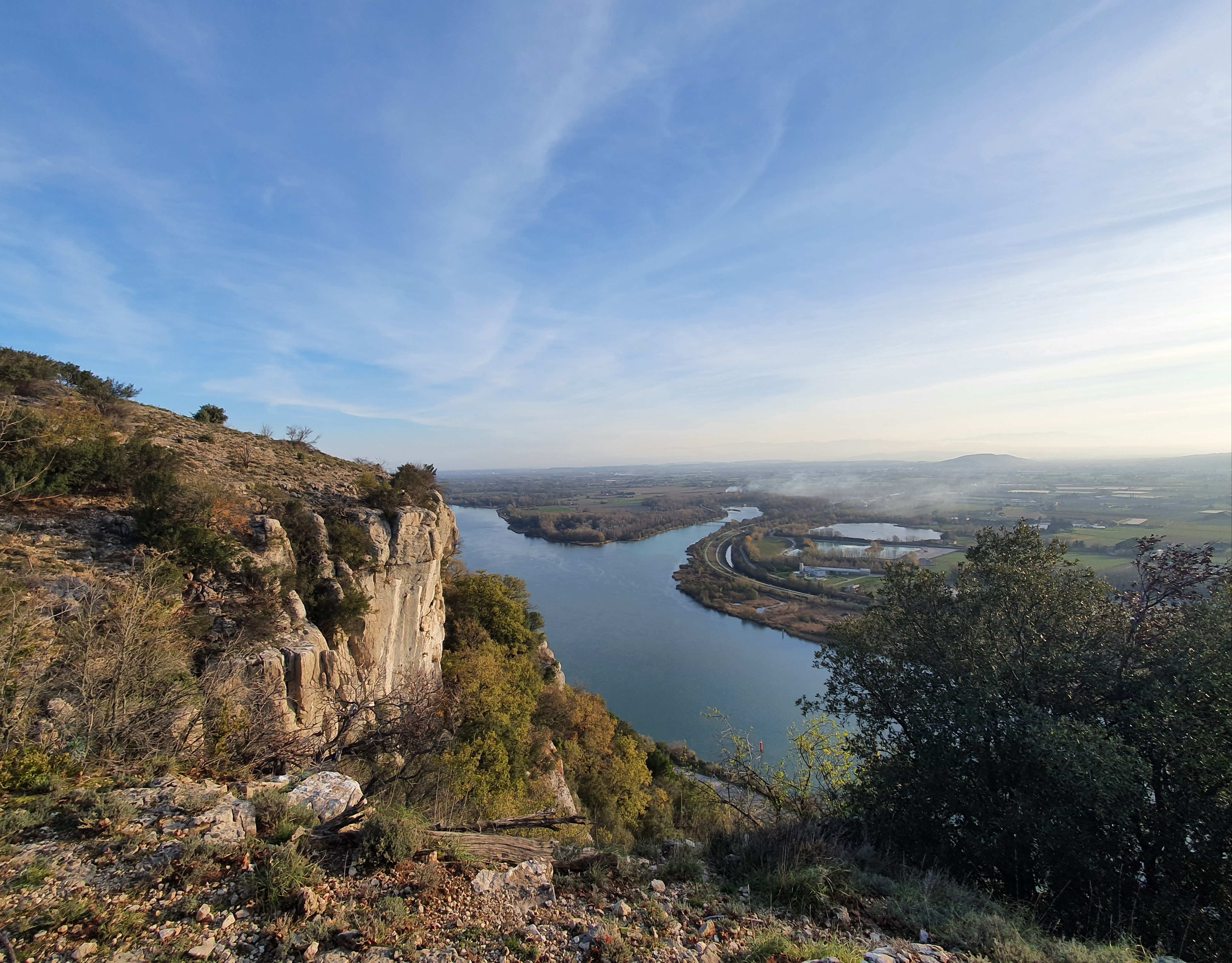
Embouchure de la Drôme depuis le couvent des chèvres.
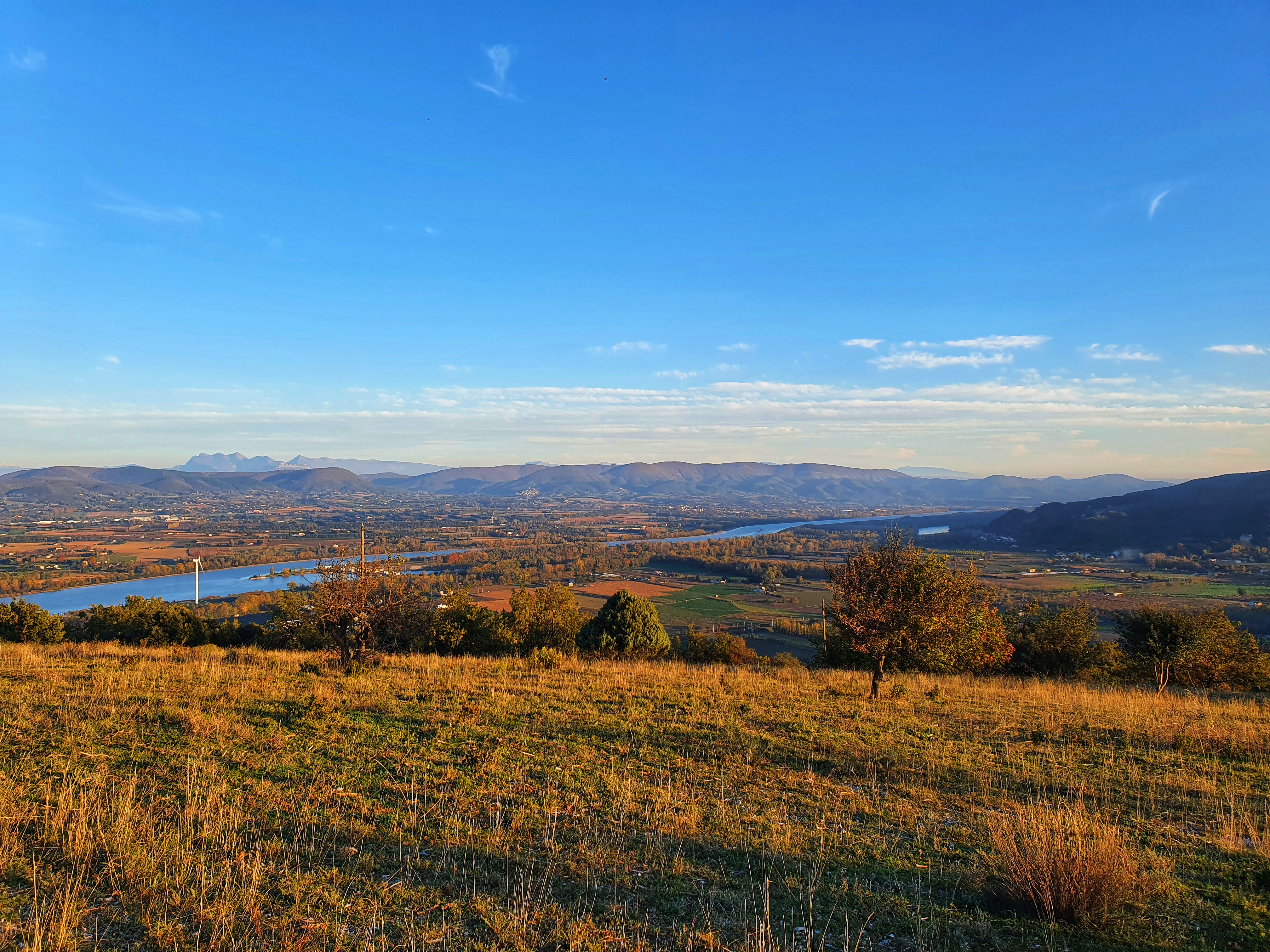
Vue sur les Trois Becs depuis les Grads.

### Espaces verts et fleurissement
En 2014, la commune obtient le niveau « une fleur » au concours des villes et villages fleuris.

### Sport
Le club de handball féminin local, Le Pouzin Handball 07, évolue régulièrement en Championnat de France de Division 2  (promu pour la saison 2018-2019 et y séjournant depuis la saison 2023-2024).
Le FCRV2607 est le club de football local (intercommunal) né d'une fusion en 2003 de l'AS Le Pouzin et du La Voulte - Livron. Le club évolue en Régionale 1 (saison 2020-21).
De 2007 à 2017, le Mouloudia Club Le Pouzin (promotion d'excellence) fut le second club de football de la commune.

### Personnalités liées à la commune
- Yvonne Bongert (1921-2012), historienne du droit, née au Pouzin
- Charles Sauvajon (1908-1993), député de la Drôme de 1951 à 1955, né au Pouzin.

### Héraldique
| Blason du Pouzin | Les armes du Pouzin se blasonnent ainsi : Parti : au 1er d'or au dauphin de gueules, au 2e d'azur au poussin d'or. |